# Kolorizmus
Kolorizmus tágabb értelemben a festészetben a színbeli megjelenítés elsődlegességét jelenti a kép egyéb alkotóelemeivel szemben (rajz, vonal, tömeg stb.)
Szűkebb értelemben kolorit (a latin „color” szín szóból) színrendszert, színvilágot jelent, mely egy festő műhelyében vagy csak egyetlen képen jelentkezik. A színek természete szerint beszélünk aztán sötét, világos, hideg, meleg, tompa, izzó, stb. színekről.
A festészet egész történetén végigvonul a kolorizmus kérdésköre, először a reneszánsz és a barokk stílus keretében jelentkeztek híres koloristák, de a romantika, majd a realizmus keretében is számos koloristát ismerünk, köztük ott van nagy festőnk, Munkácsy Mihály. A modern festészeti irányzatok is bőségesen élnek a kolorizmus eszközeivel, a francia impresszionisták, az expresszionisták, a nagybányai művésztelep alkotói, stb.

## Galéria

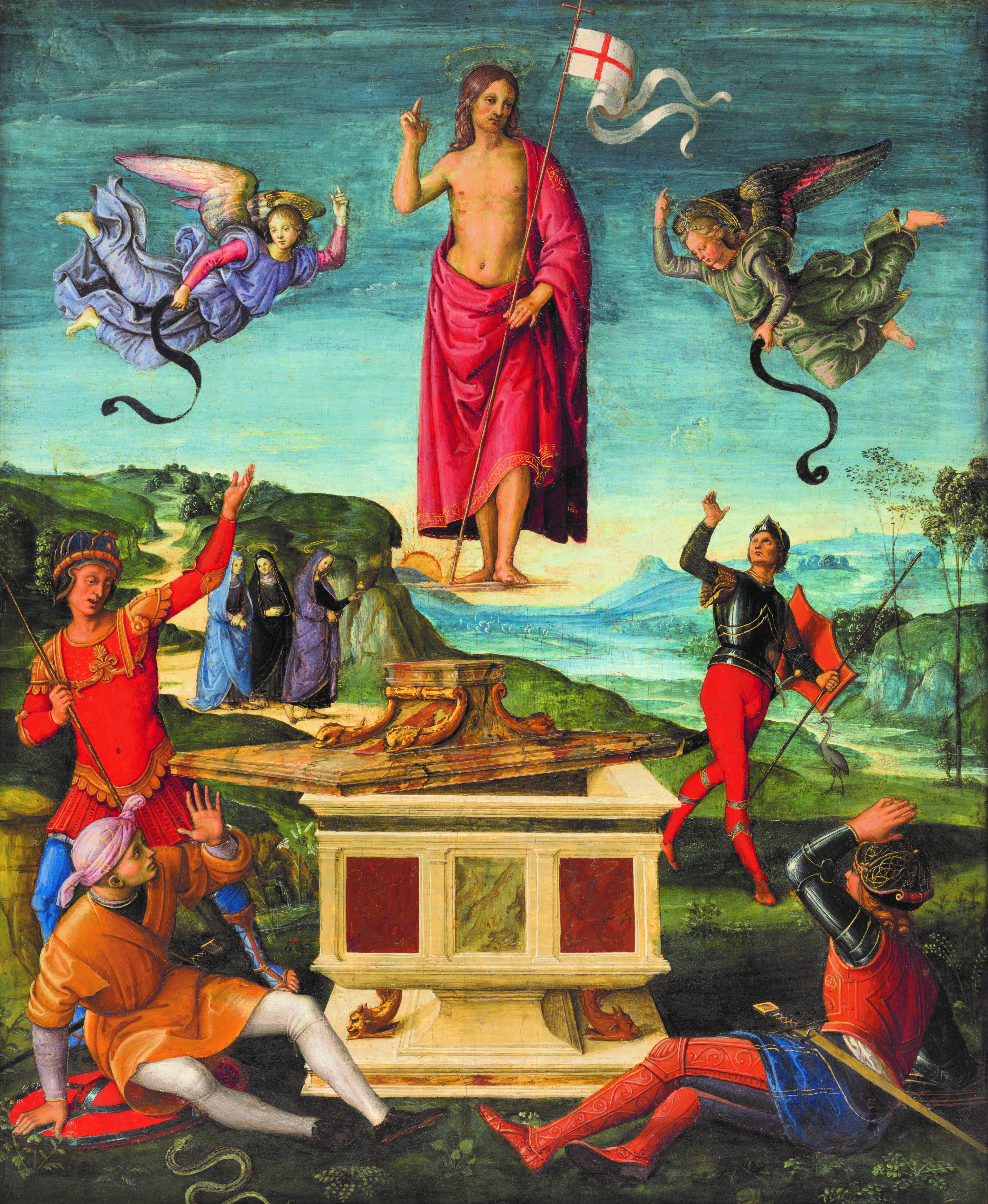
Raffaello Sanzio: Krisztus feltámadása (1490-1502)
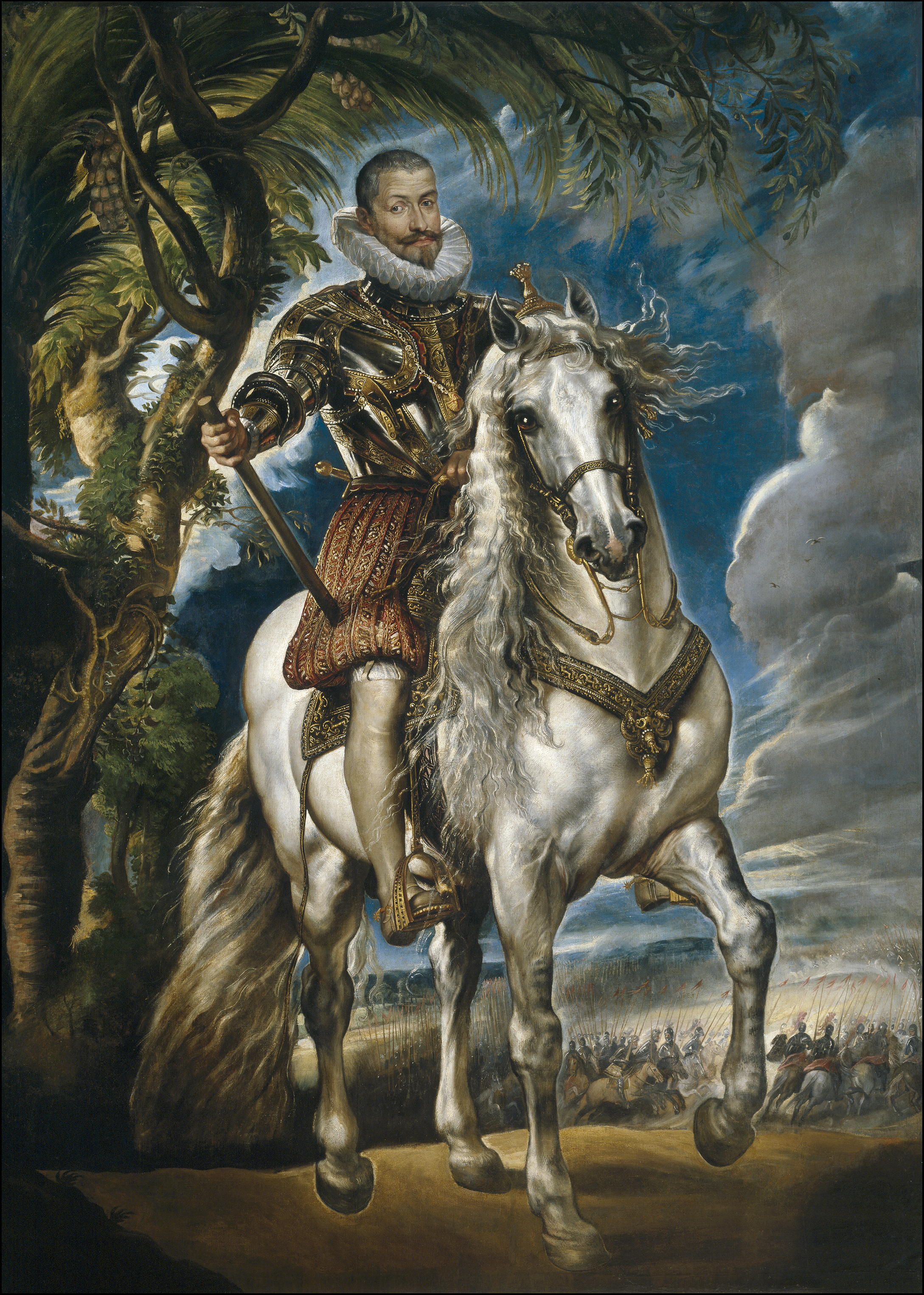
Peter Paul Rubens: Lerma herceg lovasportréja (1603)
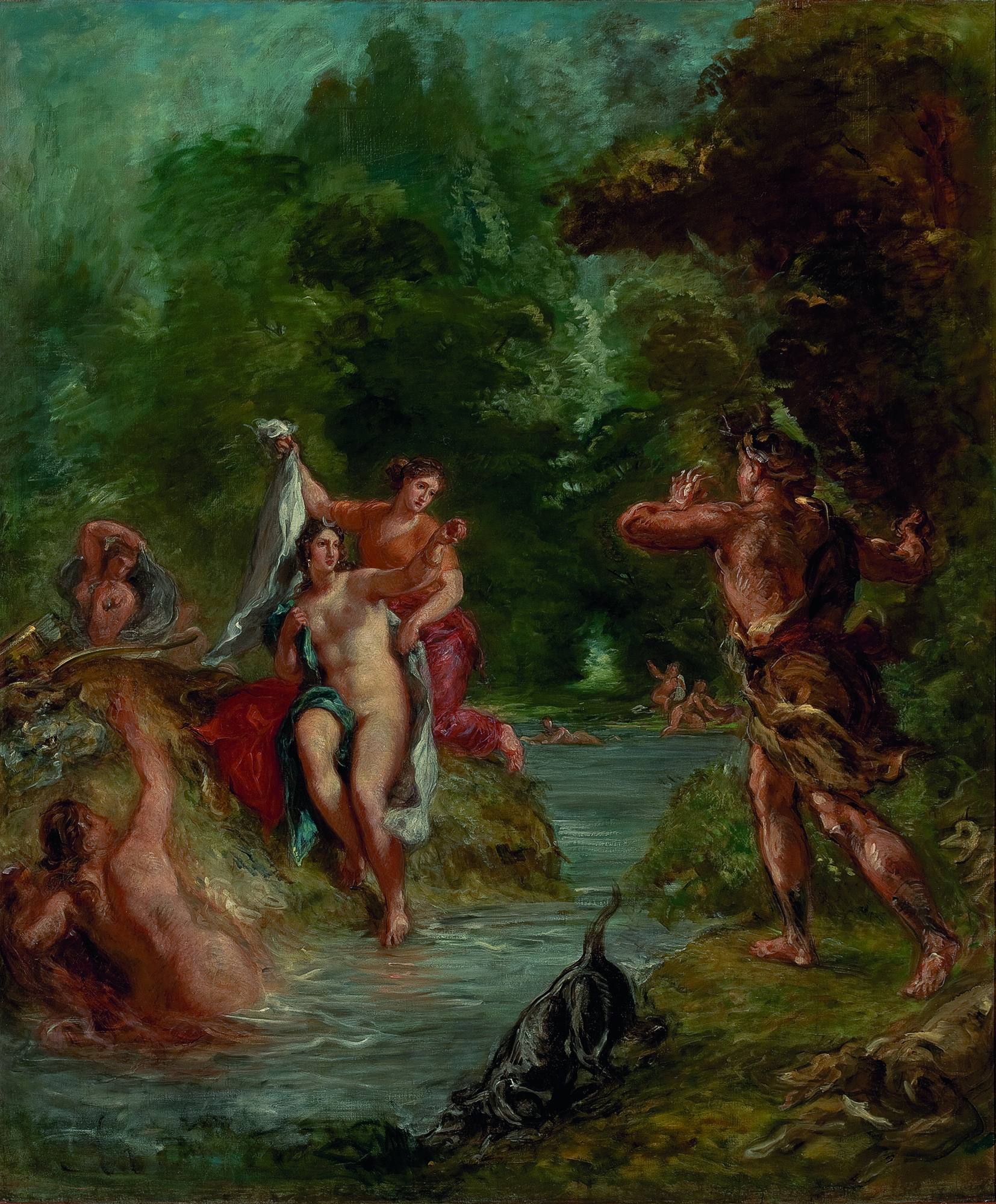
Eugène Delacroix:Nyár (1856-1863)
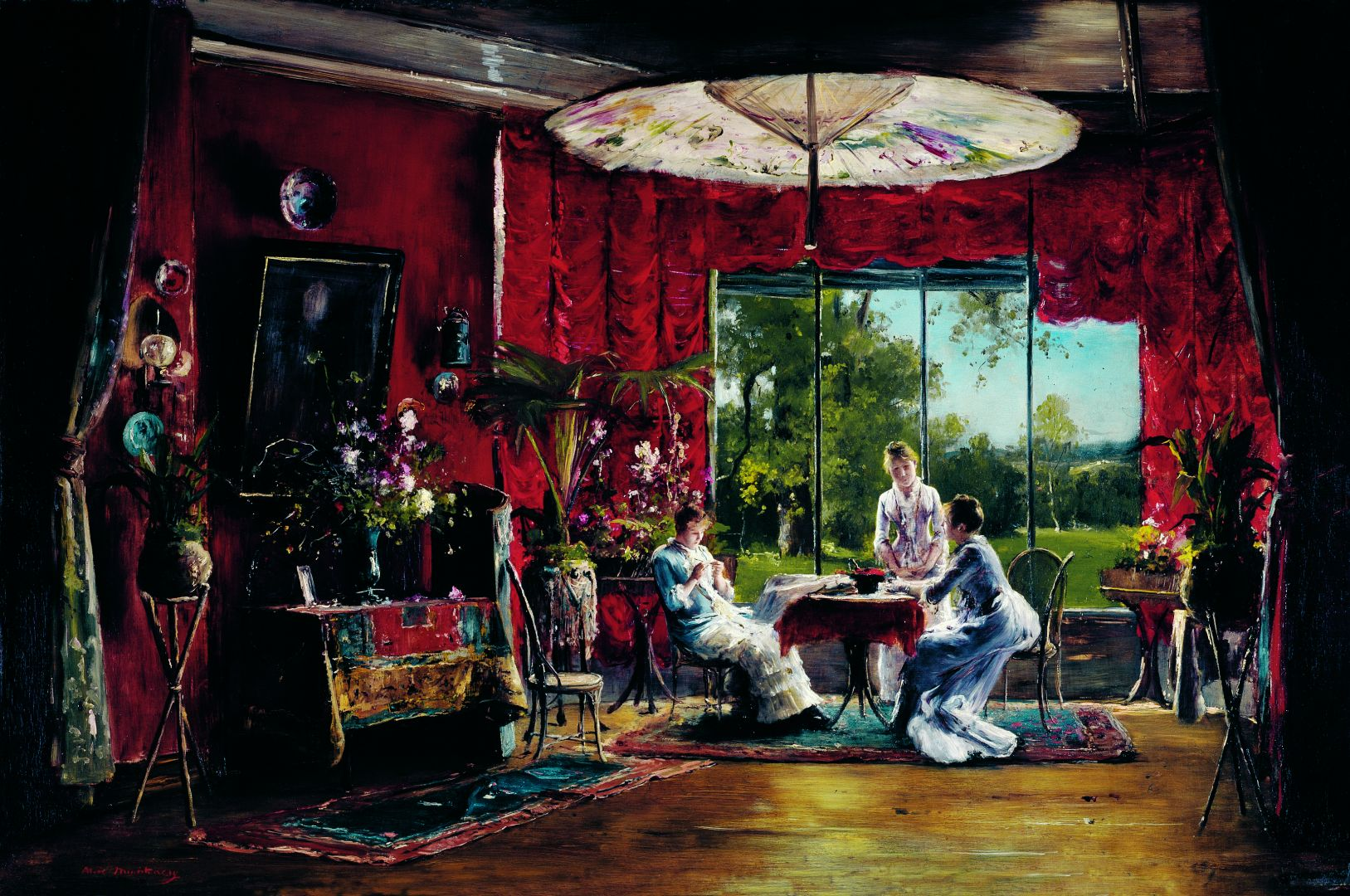
Munkácsy Mihály: Reggel a nyaralóban (1881)
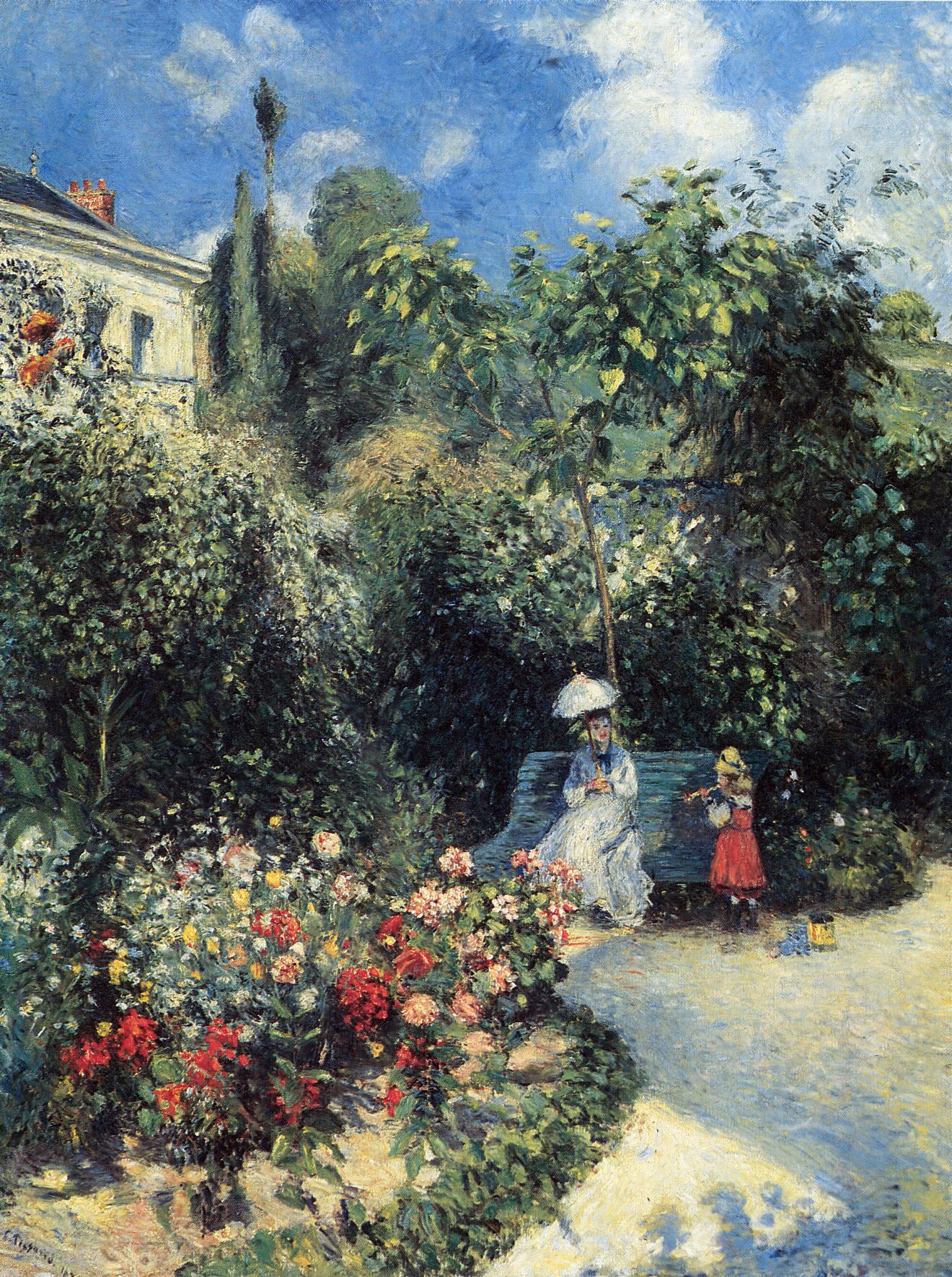
Camille Pissarro: A pontoise-i kert (1877)